# Betta raja
Betta raja är en fiskart som beskrevs av Tan och Ng 2005. Betta raja ingår i släktet Betta och familjen Osphronemidae. Inga underarter finns listade.